# 용암포항
용암포항은 경상남도 고성군 하일면 춘암리에 있는 어항이다. 2002년 8월 6일 어촌정주어항으로 지정하여 관리하고 있다. 시설관리자는 고성군수이다.

## 어항 구역
- 수역: 용암포마을 앞 주차장 입구해상에서 용암포(2)선착장 남쪽 해안바위 돌출부를 연결한 연결한 선내수면
- 육역: 경남 고성군 하일면 춘암리 906-2번지 외 3필지

## 어항 시설
- 방파제 100m , 호안 92m, 선착장 123m

## 주요 어종
- 굴, 멸치, 갯장어, 감성돔, 도다리, 갯가재, 물매기, 바지락 등